# Reprezentacja Portugalii U-21 w piłce nożnej mężczyzn
Reprezentacja Portugalii U-21 w piłce nożnej – młodzieżowa reprezentacja Portugalii sterowana przez Portugalski Związek Piłki Nożnej. Jej największym sukcesem jest srebrny medal Mistrzostw Europy U-21 1994.
W 1976 roku UEFA wprowadziła nowe zasady odnośnie do młodzieżowych reprezentacji piłkarskich – drużyny do lat 23 zostały zastąpione przez zespoły do lat 21. Początkowo "Esperanças" nie potrafili zakwalifikować się do Mistrzostw Europy U-21, a na swoim pierwszym turnieju – Euro 1994 wywalczyli drugie miejsce. W meczu finałowym Portugalia przegrała 1:0 z Włochami.
Na Mistrzostwach Europy U-21 1996 "Esperanças" zostali wyeliminowani w ćwierćfinale, w którym przegrali 3:0 w dwumeczu z Włochami. Portugalia nie zdołała zakwalifikować się do Euro 1998 i Euro 2000, natomiast na Mistrzostwach Europy U-21 2002 odpadła już w rundzie grupowej. Na Euro 2004 podopieczni José Pratasa Romao zdobyli brązowe medale, a w pojedynku o trzecie miejsce pokonali Szwecję 3:2. Na Mistrzostwach Europy U-21 2006 "Esperanças" zajęli ostatnie miejsce w swojej grupie, natomiast na Euro 2007 uplasowali się w rundzie grupowej na trzeciej pozycji. Dało im możliwość gry o olimpijską kwalifikację z Włochami, jednak "Azzurrini" wygrali po serii rzutów karnych 4:3.

## Występy w ME U-23
- 1972: Nie zakwalifikowała się
- 1974: Nie zakwalifikowała się
- 1976: Nie zakwalifikowała się

## Występy w ME U-21
- 1978: Nie zakwalifikowała się
- 1980: Nie zakwalifikowała się
- 1982: Nie brała udziału w eliminacjach
- 1984: Nie zakwalifikowała się
- 1986: Nie zakwalifikowała się
- 1988: Nie zakwalifikowała się
- 1990: Nie zakwalifikowała się
- 1992: Nie zakwalifikowała się
- 1994: Drugie miejsce
- 1996: Ćwierćfinał
- 1998: Nie zakwalifikowała się
- 2000: Nie zakwalifikowała się
- 2002: Runda grupowa
- 2004: Trzecie miejsce
- 2006: Runda grupowa
- 2007: Runda grupowa
- 2009: Nie zakwalifikowała się
- 2011: Nie zakwalifikowała się
- 2013: Nie zakwalifikowała się
- 2015: Drugie miejsce
- 2017: Faza grupowa
- 2019: Nie zakwalifikowała się
- 2021: Drugie miejsce

## Występy na Igrzyskach Olimpijskich
- 1992: Nie zakwalifikowała się
- 1996: Czwarte miejsce
- 2000: Nie zakwalifikowała się
- 2004: Runda grupowa
- 2008: Nie zakwalifikowała się

## Trenerzy
- 2002-2004: José Pratas Romao
- 2004-2006: Agostinho Oliveira
- 2006-2007: José Couceiro
- 2007-2009: Rui Caçador
- 2009-2010: Oceano Cruz
- od 2010: Rui Jorge